# Vitamin E
Vitamin-e je v maščobi topen vitamin, poznan v dveh glavnih oblikah, kot tokoferol in tokotrienol, redkeje tudi kot tokoenol. V bioloških sistemih ima vlogo enega najpomembnejših antioksidantov, ki preprečuje peroksidacijo lipidov predvsem v plazemski membrani. Njegovo pomanjkanje dokazano povzroča sterilnost in nekatere nevrološke motnje. Nahaja se predvsem v pšeničnih kalčkih, zelju, solati, zeleni, koruzi, soji, oreščkih ...

## Struktura
Osnovna struktura vseh oblik vitamina E je na mestu 6 hidroksiliran kromanski obroč. Glede na število in položaj metilne skupine jih delimo na α, β, γ in δ oblike.
Glede na nasičenost stranske verige jih delimo na:
- Tokoferole, ki imajo nasičeno (brez dvojnih vezi) stransko verigo
- Tokomonoenole (T1) in MDT, ki imajo enkrat nenasičeno (ena dvojna vez) stransko verigo in
- Tokotrienole (T3), ki imajo trikrat nenasičeno (tri dvojne vezi) stransko verigo

Pogosto je beseda vitamin E napačno uporabljena samo za α-tokoferol, ki je med vsemi vitamini E do sedaj najbolj raziskan. 

## Vloga v organizmu
Ena glavnih nalog vitamina E je naloga lipidotopnega antioksidanta, kar pomeni, da ščiti večkrat nenasičene maščobne kisline, lipoproteine in maščobne zaloge pred uničenjem (oksidacijo). Prosti radikali namreč napadejo dvojne vezi maščobnih kislin. Tokoferol (α-tokoferol) deluje kot lovilec radikalov s tem da sam vstopa v reakcijo in postane radikal, vendar stabiliziran. V organizmu se vitamin E lahko regenerira s pomočjo vitamina C, ta pa z glutationom. 
Vitamin E vpliva tudi na spolne žleze in ga zato označujejo kot »vitamin, ki preprečuje sterilizacijo«. 
Ostale oblike vitamina E imajo nekoliko drugačno delovanje, na primer γ-tokoferol je nukleofil in reagira z elektrofilnimi mutageni. Vloge in pomeni vseh oblik vitamina še niso v celoti razjasnjeni, vendar najnovejša domnevanja kažejo, da naj bi imeli vlogo signalnih molekul.
Novejše raziskave so začele dajati večji pomen tokotrienolom, ki so sicer manj poznani, vendar bolj učinkoviti antioksidanti v družini vitaminov E. Nekatere študije nakazujejo, da imajo tokotrienoli vlogo zaščite nevronov pred poškodbami  in zniževanja koncentacije holesterola prek inhibicije HMG-CoA reduktaze.
Človeško telo lahko najučinkovitejše prenaša in shranjuje naravni α-tokoferol, ker ima v jetrih α-tokoferol-transportne proteine, ki prenašajo vitamin E preko VLDL v krvni obtok. γ-tokoferoli v sojinih izdelkih imajo manjšo aktivnost.

## Nahajanje
Posebno veliko vsebnost vitamina E ima rastlinsko olje, predvsem olje pšeničnih kalčkov (do 2435 mg/kg skupnih tokoferolov, od tega 49 % α-tokoferola), sončnično olje (410–810 mg/kg skupnih tokoferolov, od tega 86-99 % α-tokoferola), rdeče palmovo olje (800 mg/kg skupnih tokoferolov, od tega 152 mg/kg α-tokoferola in 600 mg/kg tokotrienola) in olivno olje (46–224 mg/kg skupnih tokoferolov od tega 89-100 % α-tokoferola). 
Vitamin E pridobivajo tudi sintezno v obliki racemata. Sintezni je relativno nestabilen, zato mu je po navadi dodana acetilna skupina za stabilizacijo. Tak produkt nima antioksidativne aktivnosti. Vendar se ga lahko približno 50 % v telesu pretvori v aktivni vitamin E.
Vitamin E je do cca. 140 °C stabilen. Pri kuhanju (do 100 °C) torej ne prihaja do izgub, pri pečenju pa se lahko hitro zgodi, da temperature presežejo 140 °C. Če želimo preprečiti izgube vitamina E, je torej potrebno paziti na nižje temperature pri pečenju.

## Potrebe
Povprečne portebe po vitaminu E so 4 mg/dan, plus dodatnih 0,4 mg na gram zaužitih večkrat nenašičenih maščobnih kislin. Da pa dosežemo protektivno delovanje, so potrebni vnosi 20–35 mg/dan. Glede na nizko toksičnost  , se včasih priporočajo odmerki tudi do 268 mg/dan.
Vitamin E v osnovi poveča tveganje za krvavitve, saj interagira s prostaglandini. 
Pri bolnikih z atopičnim dermatitisom  je uživanje 268 mg/dan skozi več mesecev pripeljalo do signifikantnih izboljšav simptomov bolezni.

## Pomanjkanje
Pomanjkanje vitamina E je danes v Evropi zelo redko prisotno, saj se tokoferol zelo dobro shranjuje v jetrih in maščevju. Pomanjkanje se po navadi pojavi skupaj z boleznimi, pri katerih je motena absorpcija maščob. Posledice hipovitaminoze so:
- suha, nagubana koža
- motnje koncentracije
- šibkost
- utrujenost
- razdražljivost
- rane se slabo celijo
- obramba pred aterosklerozo

## Predoziranje
Za razliko od ostalih lipidotopnih vitaminov A, D in K, se vitamin E ne le kopiči v maščevju, temveč tudi izloča preko jeter in ledvic.
EFSA (Evropski urad za hrano) določa 300 mg (=cca. 450IE) kot najvišji spreemljivi odmerek, ki ga zdrava odrasla oseba lahko zaužije vsak dan brez tveganja za zdravje.
Pri otrocih je študija pokazala netoksičnost odmerka 25 mg na kilogram telesne teže in odmerek 10 mg na 100 zaužitih kalorij hrane označila kot zanesljivo smernico.

## Uporaba
Tokoferoli se v prehrambeni industriji uporabljajo kot antioksidanti. V EU so označeni kot aditivi v hrani E 306 (ekstrakti, ki vsebujejo tokoferol), E 307 (α-tokoferol), E 308 (γ-tokoferol) in E 309 (δ-tokoferol), delno tudi v »bio«-prehrani E 306.
Poleg prehrane, se vitamin E uporablja tudi v kozmetiki (v kremah za sončenje), v premaznih sredstvih in v farmaciji (kot pomožna snov). 
Premaz z vitaminom E naj bi tudi varoval pred strganjem kondoma.